# Llangardaix pirinenc
El llangardaix pirinenc (Lacerta agilis) és una espècie de sauròpsid (rèptil) escatós d'aspecte robust i rodanxó, el qual s'inclou dins els lacèrtids de mida mitjana, amb unes mesures que se situen entre les d'un llangardaix i una sargantana.

## Descripció
Sol fer de 9 a 11 cm de cap i tronc, i la cua pot superar els 15 cm. La seua morfologia general s'adiu a la d'una sargantana de cap curt i alt, cos rabassut i potes força curtes. Un tret molt característic consisteix en la presència d'una banda vertebral molt patent al dors, composta per escates més estretes (8-16 fileres) ben diferenciades de les restants. Les escates ventrals, que són trapezoïdals, es disposen en sis fileres, tot i que de vegades pot haver-n'hi vuit. El collar, format per 7-11 escates, és de perfil serrat. Presenta de 9 a 19 porus femorals per banda.
La coloració és variable i pot presentar diferents dissenys. Normalment, però, té una franja fosca, que pot ésser discontínua, al centre del dors, que també pot convertir-se en una línia clara. No són rars els exemplars que llueixen ocel·les, taques o clapes de tons més foscos en els flancs, separats de la franja vertebral per una banda llisa més clara. Les femelles solen tindre tons més uniformes i apagats. Inferiorment exhibeixen tonalitats blanquinoses matisades amb tons verdosos o groguencs.

## Hàbitat

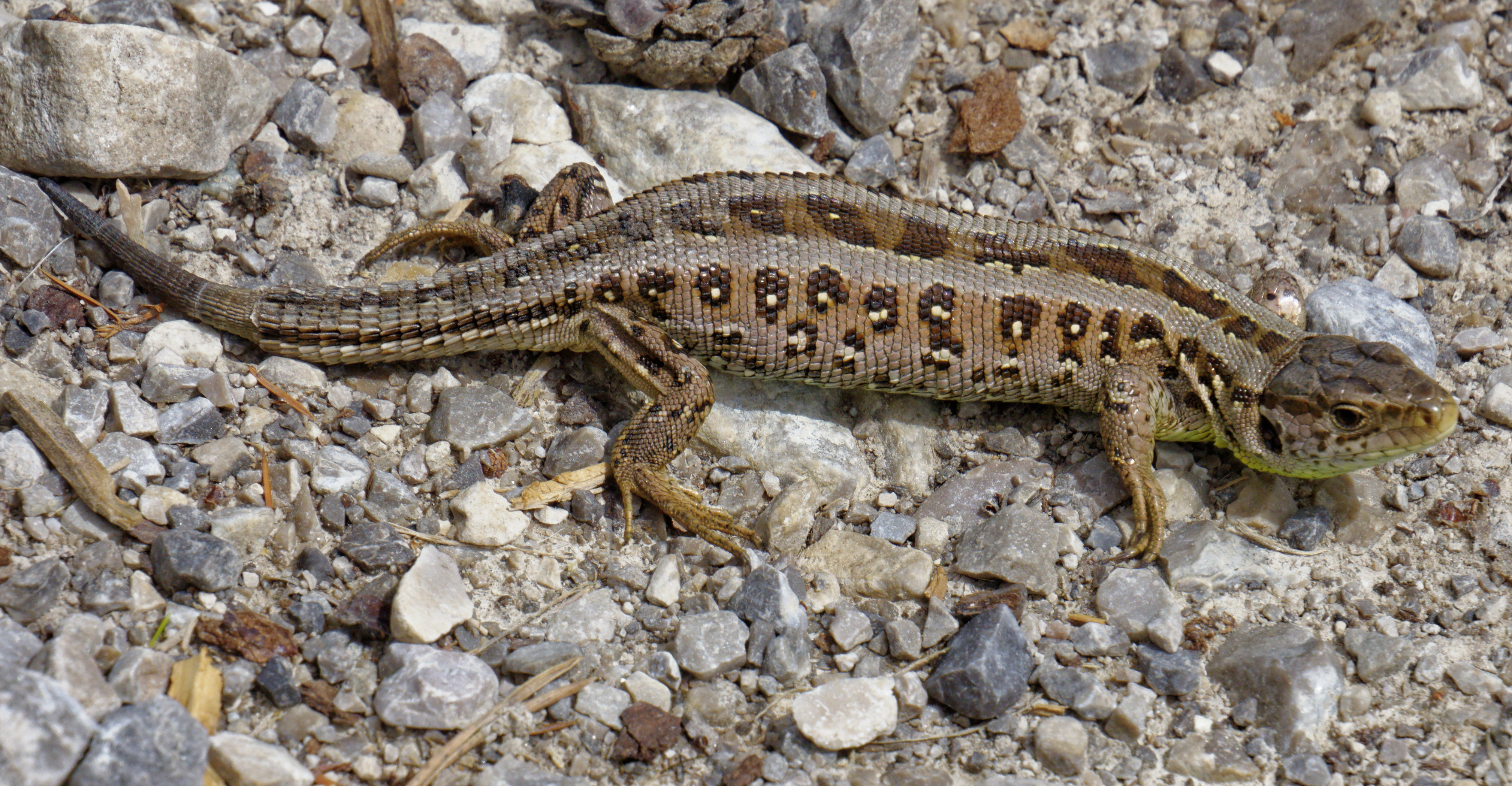

És un lacèrtid que, contràriament a allò que el seu nom específic indica -àgil-, és més aviat lent i desmanyotat. Viu al sòl, on excava galeries o bé es refugia sota les pedres. Ocupa petits territoris, que són defensats aferrissadament pels mascles.
S'estén per diferents biòtops, preferint les estepes boscoses, però també se'l pot trobar en els prats subalpins secs i assolellats per ésser una espècie hidròfila.
Tot i que a Europa ocupa zones ben diversificades, tanmateix a Catalunya només el trobem als Pirineus.

## Alimentació
Es nodreix essencialment d'insectes, sense rebutjar altres invertebrats i, fins i tot, algun petit vertebrat, com petites sargantanes.

## Reproducció

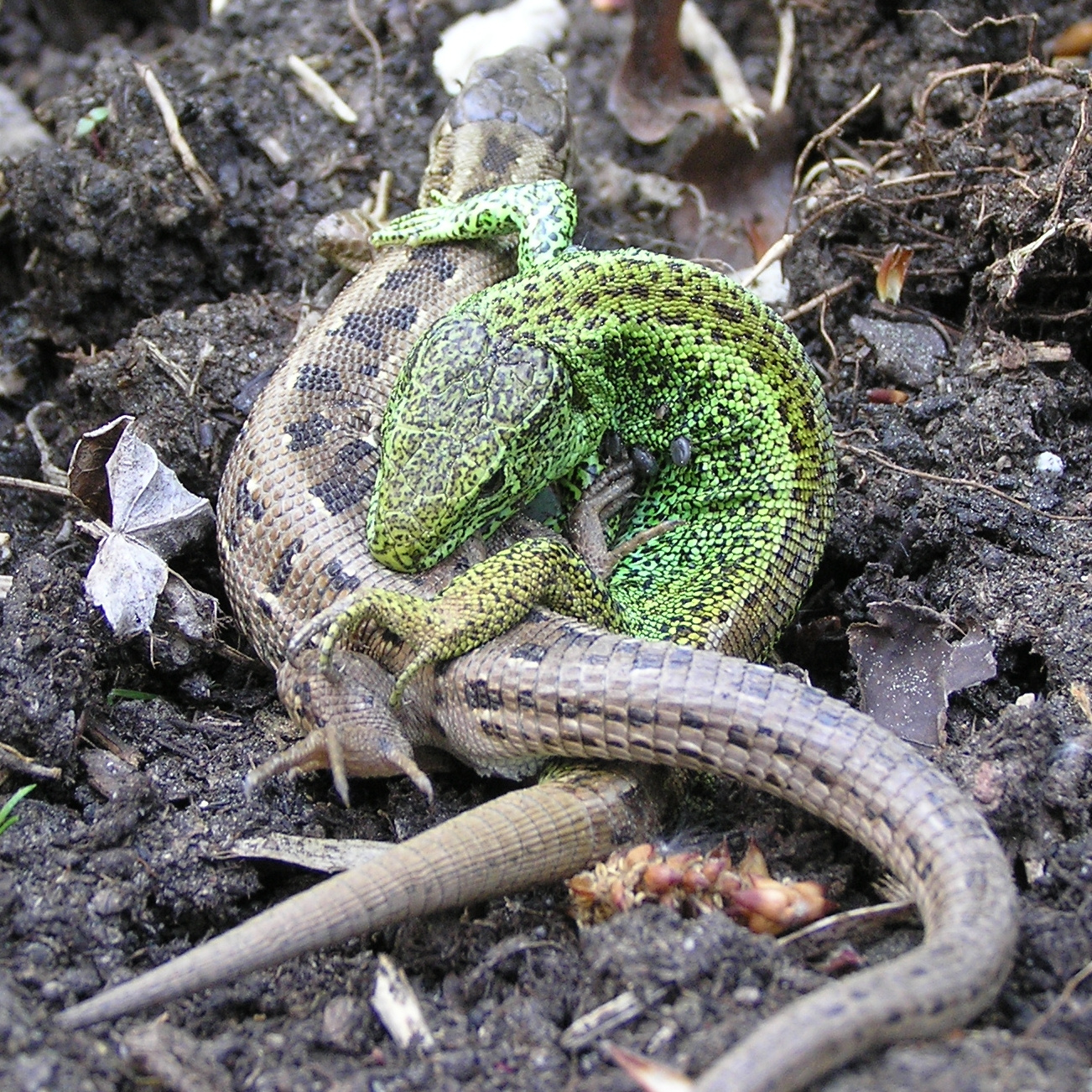
Còpula del llangardaix pirinenc (el mascle és el de color verd).

La còpula es realitza entre maig i juny; després d'unes quatre setmanes, les femelles ponen de nou a quinze ous (12-14 x 9-10 mm), dels quals, cap a l'agost, en naixeran els petits, que no excedeixen de 6 cm.

## Hibernació
La hibernació pot ser força llarga, ja que ocupa, en l'àmbit català, el límit meridional de la seua àrea de distribució.